# Мужская сборная Иордании по баскетболу
Мужская сборная Иордании по баскетболу — национальная баскетбольная команда, представляющая Иорданию на международной баскетбольной арене и последние годы является одной из лучших команд в Азии. Управляется Иорданской баскетбольной федерацией. Член ФИБА с 1957 года. Занимает 49-е место в мировом рейтинге ФИБА.

## Достижения
Из достижений  можно отметить бронзу чемпионата Азии 2009 года и серебро 2011 года. Дважды отбиралась на чемпионат мира 2010 и 2019 годов.

## Результаты

### Чемпионат мира
- Чемпионат мира по баскетболу 2010: 23-е место.
- Чемпионат мира по баскетболу 2019: 28-е место.

### Чемпионат Азии
- 1983: 8-е место.
- 1985: 9-е место.
- 1987: 10-е место.
- 1989: -
- 1991: 8-е место.
- 1993: 10-е место.
- 1995: 17-е место.
- 1997: 7-е место.
- 1999: -
- 2001: -
- 2003: 10-е место.
- 2005: 7-е место.
- 2007: 5-е место.
- 2009:  3-е место.
- 2011:  2-е место.
- 2013: 7-е место.
- 2015: 9-е место.
- 2017: 8-е место.

## Состав
| Перейти к шаблону «Состав сборной Иордании по баскетболу» | Состав сборной Иордании по баскетболу |  |

| Поз. | №  | Имя                | Дата рождения (возраст)   | Рост   | Клуб                        |
| ---- | -- | ------------------ | ------------------------- | ------ | --------------------------- |
| РЗ   | 0  | Махмуд Абдин       | 23 декабря 1987 (37 лет)  | 190 см | Аль-Вихдат                  |
| АЗ   | 1  | Амин-Абу Хаввас    | 26 апреля 1994 (31 год)   | 190 см | Ортодокс                    |
| ЛФ   | 2  | Дар Такер          | 11 апреля 1988 (37 лет)   | 193 см | Сан-Лоренсо                 |
| РЗ   | 4  | Йордан Дасуки      | 29 ноября 1994 (30 лет)   | 180 см | Лейк-Супериор Стейт Лейкерс |
| АЗ   | 5  | Фрэдди Ибрахим     | 26 января 1996 (29 лет)   | 190 см | Ортодокс                    |
| ЛФ   | 7  | Ахмад аль-Хамаршех | 10 октября 1986 (38 лет)  | 197 см | Аль-Вихдат                  |
| ТФ   | 12 | Юсеф Абувазанех    | 6 декабря 1993 (31 год)   | 201 см | Ортодокс                    |
| Ц    | 13 | Мохаммад Шахер     | 3 марта 1990 (35 лет)     | 208 см | Аль-Ахли                    |
| ТФ   | 15 | Заид Аббас         | 21 ноября 1983 (41 год)   | 203 см |                             |
| РЗ   | 22 | Ахмед Обейд        | 24 августа 1990 (34 года) | 185 см |                             |
| ЛФ   | 23 | Муса аль-Авади     | 20 июля 1985 (40 лет)     | 193 см | Аль-Ахли                    |
| Ц    | 44 | Ахмет Дювериоглу   | 4 марта 1993 (32 года)    | 213 см | Фенербахче                  |